# Beuzeville-la-Grenier
Beuzeville-la-Grenier település Franciaországban, Seine-Maritime megyében. Lakosainak száma 1216 fő (2022. január 1.). Beuzeville-la-Grenier Bréauté, Houquetot, Mirville, Parc-d’Anxtot és Saint-Jean-de-la-Neuville községekkel határos.

## Népesség
A település népességének változása:
| Lakosok száma | 1112 | 1158 | 1209 | 1227 | 1236 | 1244 | 1253 | 1234 | 1216 |
|               | 2013 | 2015 | 2016 | 2017 | 2018 | 2019 | 2020 | 2021 | 2022 |